# Hans Wollschläger

Hans Wollschläger, Foto von Giesbert Damaschke, dem Herausgeber des Schmidt-Wollschläger-Briefwechsels, 2003 in Arno Schmidts Haus fotografiert.

Hans Wollschläger (* 17. März 1935 in Minden; † 19. Mai 2007 in Bamberg) war ein deutscher Schriftsteller, Übersetzer, Religions- und Literaturkritiker, der vor allem durch seine Übersetzung von James Joyce’ Roman Ulysses sowie seine Karl-May-Biografie bekannt wurde. Auch der experimentelle Roman Herzgewächse oder Der Fall Adams sowie seine Arbeiten über Karl Kraus, Gustav Mahler und Arno Schmidt brachten ihm Ansehen und Anerkennung ein.

## Leben und Werk

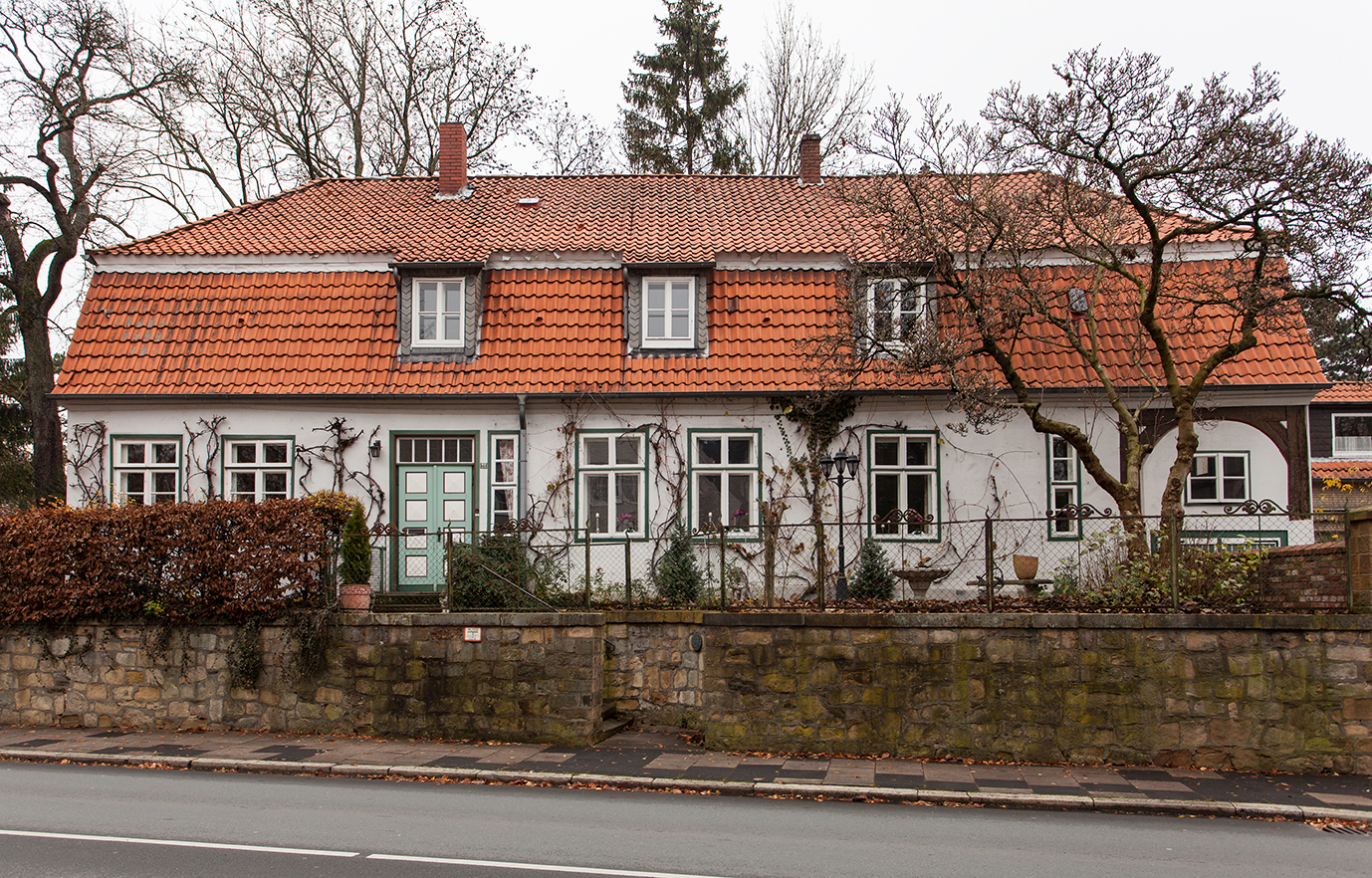
Herford, Stiftbergstraße 23, das elterliche Pfarrhaus, in dem Hans Wollschläger aufwuchs

Hans Wollschläger war das erste von drei Kindern des evangelischen Pastors und späteren Militärdekans Hermann Wollschläger (1908–1987) und seiner Frau Gertrud, geborene Woydt (1903–1989). Er wuchs in Herford auf, wo sein Vater von 1937 bis 1956 eine Pfarrstelle an der Marienkirchengemeinde hatte. Hier besuchte er die Bürgerschule Stiftberg und das humanistische Friedrichs-Gymnasium, an dem er 1955 das Abitur ablegte. Anschließend begann Wollschläger, der seit 1948 Klavier- und seit 1949 Orgelunterricht bei Arno Schönstedt hatte, an der Nordwestdeutschen Musikakademie (heute Hochschule für Musik) in Detmold ein Studium der Kirchenmusik mit Ausbildung in Dirigieren und Komposition, das er 1957 abbrach. Er übersiedelte nach Bamberg und arbeitete als freier Lektor im Karl-May-Verlag. Er wohnte dort zunächst im Verlagsgebäude E.T.A.-Hoffmann-Straße 2, dann 1959 kurz am Heinrichsdamm 10, 1959–1965 Dr.-Haas-Straße 2b, 1965–1975 Hohe-Kreuz-Straße 43, 1975–1998 Jakobsplatz 1 und ab 1998 in Dörflis.
Eine erste Eheschließung um das Jahr 1957 wurde nach ganz kurzer Zeit aus formalen Gründen annulliert. Am 30. August 1962 heiratete Wollschläger Monika Ostrowsky (24. September 1940–11. Mai 2015), die er 1961 als Verlagsangestellte im Karl-May-Verlag kennengelernt hatte. Aus der Ehe, die bis zum Tod Wollschlägers dauerte, ging ein 1973 geborener Sohn hervor.

### Lehrer und Mentoren
An der Musikakademie studierte Wollschläger Komposition bei Wolfgang Fortner und Johannes Driesler, Klavier bei Angala Janowski, Cembalo bei Irmgard Lechner und Orgel bei Michael Schneider. Zudem nahm er privat Dirigierunterricht bei Hermann Scherchen. Seit dieser Zeit beschäftigte sich Wollschläger mit Leben und Werk Gustav Mahlers, dessen Fragment gebliebene 10. Sinfonie Wollschläger Ende der 1950er Jahre vervollständigen wollte, was er später als „unstatthaft“ bezeichnete. Nach eigenen Angaben schrieb Wollschläger drei abendfüllende Sinfonien, die aber unveröffentlicht geblieben sind, da er sie rückblickend als „eklektizistisch“ und für „durchweg ohnmächtige Versuche eines Zuspät-Geborenen eingeschätzt hat. […] Technisch gingen diese Versuche darauf hinaus, eine komplexe tonale Struktur hinzukriegen, in der sich keine einzige Note ohne strikte Materialbindung befand“.
Die Begeisterung für Gustav Mahler verband Wollschläger mit Theodor W. Adorno, dem er sich am 21. Oktober 1959 brieflich als neuen Vorsitzenden der Deutschen Sektion der „Internationalen Gustav Mahler Gesellschaft“ (IGMG) vorstellte und dem er 1960 bei der Mahler-Zentenarfeier in Wien erstmals begegnete. Adorno sei, wie Wollschläger erklärte, einer der beiden Großen gewesen, die er als seine „geistigen Väter“ betrachte. In Moments musicaux (2005) schildert Wollschläger seine Wiener Tage mit TWA und legt dar, wie sehr ihn Adornos Sicht auf Mahlers Werke und deren Aufführungsstil beeinflusst habe. Aber auch Differenzen kommen zu Wort, zum Beispiel die unterschiedliche Bewertung und Einordnung von Mahlers 8. Sinfonie.
Seinen zweiten „geistigen Vater“, den Schriftsteller und Übersetzer Arno Schmidt, hatte Wollschläger schon im Herbst 1957 kennengelernt. Schmidt war begeisterter Karl-May-Leser und entschiedener Kritiker des Bamberger Karl-May-Verlages, dessen freier Mitarbeiter Wollschläger zwischen 1957 und 1970 war, weshalb er Zugang zu Karl Mays unveröffentlichten bzw. unbearbeiteten Schriften hatte. Die gemeinsame Vorliebe für Karl May führte Schmidt und Wollschläger zusammen, woraus ein Lehrer-Schüler-Verhältnis entstand, das durch gemeinsame Projekte, etwa die Übersetzung von Edgar Allan Poes Werken, ergänzt wurde. Von großer Bedeutung für Wollschläger war, dass Schmidt ihn in der Arbeit am Debütroman Der Fall Adams bestärkte und dessen singuläre Neuartigkeit lobte: „Darüber kann Niemand hinweg, daß hier gewichtiges, noch nie gesagtes Neues, en masse und with a lavish hand, deponiert wurde!“
Seit 1968 schränkte Schmidt, der sich der Niederschrift seines Magnum opus Zettel’s Traum widmete, den Kontakt zu Wollschläger, den er kontinuierlich zur schriftstellerischen Arbeit ermuntert hatte, deutlich ein. Ende 1968 bedauerte Schmidt in einem Brief, dass Wollschläger trotz eines Verlagsvorschusses nicht mit seinem neuen Romanprojekt vorankomme, und schloss resigniert, dass da niemand helfen könne. Schmidt ließ die Beziehung einschlafen und Wollschlägers Nachfragen, ob ein Besuch in Bargfeld möglich sei, unbeantwortet. Nach mehreren Jahren des Schweigens nahm Wollschläger 1975 brieflich Kontakt mit Schmidts Frau Alice auf. Dennoch blieben Wollschlägers Bitten um einen Besuchstermin in Bargfeld bis zu Arno Schmidts Tod erfolglos.
Wollschlägers literarisches Verhältnis zu Arno Schmidt fasst der Schmidt- und Joyce-Spezialist Friedhelm Rathjen wie folgt zusammen:

„Hans Wollschläger schreibt eleganter als Schmidt; er ist im eigentlichen Sinne ein begnadeter Stilist […] Hier zeigt sich, dass Wollschläger von Haus aus ganz andere Schreibanlagen mitbringt als Schmidt und dessen Werk in der produktiven Anverwandlung unter gänzlich anderen Bedingungen verwertet; genau dies ist die Voraussetzung für die Eigenständigkeit der Wollschlägerschen Prosa trotz des immensen Einflusses, den Schmidt darauf genommen hat.“

### Schriftsteller
Wollschlägers erste eigene Buchveröffentlichung war 1965 eine Rowohlt-Bildmonographie über Karl May, die seither in diversen Verlagen Neuauflagen erlebt hat. Arno Schmidt bezeichnete diese „erste solide Biographie“ Karl Mays als „Vorfrühling der May=Forschung“ und als „Pseudo=Erstling“ wegen der „ununterdrückbaren Fähigkeit des Verfassers zu eleganten Formulierungen“ und der „unverkennbar bereits trainierte[n] Kunst der Materialkomprimierung“. In den 1970er Jahren folgten Die bewaffneten Wallfahrten gen Jerusalem, die sich mit den Kreuzzügen auseinandersetzen, und Die Gegenwart einer Illusion, die sich unter Berufung auf Sigmund Freuds Die Zukunft einer Illusion kritisch mit den christlichen Kirchen beschäftigt.

#### Herzgewächse oder Der Fall Adams

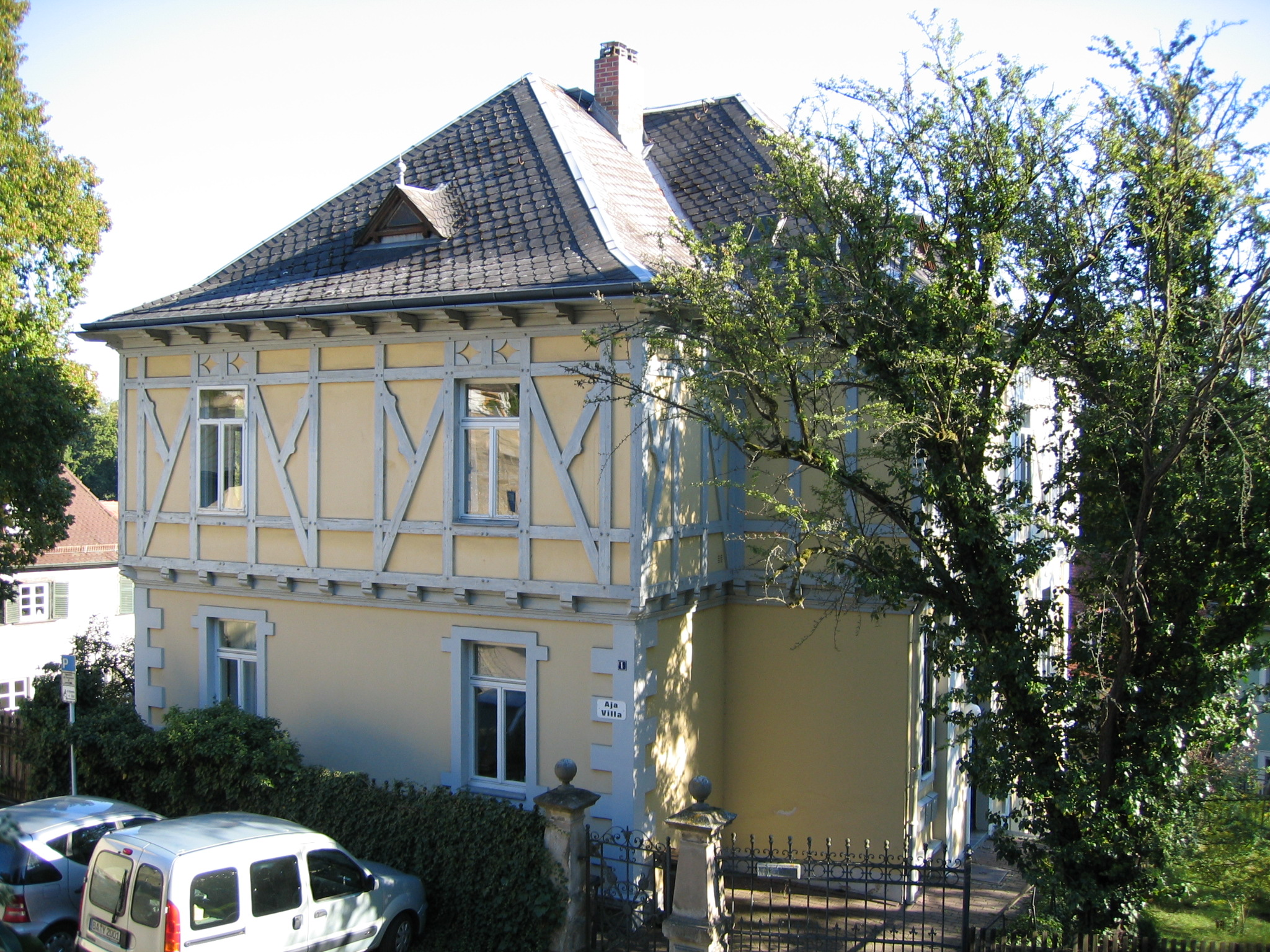
Bamberg, Jakobsplatz 1, wo Hans Wollschläger zwischen 1975 und 1998 gewohnt hat. Hier schrieb er die 1982 veröffentlichte Fassung seines in Bamberg spielenden Romans Herzgewächse oder Der Fall Adams.

1982 erschien das Erste Buch von Wollschlägers experimentellem Roman Herzgewächse oder Der Fall Adams. Die Veröffentlichung des abschließenden Zweiten Buches wurde für 1984 angekündigt, aber 2004 abgesagt.
Die äußere Handlung der Herzgewächse lässt sich knapp referieren: Der Schriftsteller Michael Adams, Jahrgang 1900, geboren in dem Karl May’schen Schicksalsort Aden, kehrt 1950 in seine Heimatstadt Bamberg zurück (nachdem er schon 1948 aus der Emigration nach Frankfurt übersiedelt ist). Er begleitet seine Bamberger Erlebnisse mit Tagebuchnotizen, die sich mit Erinnerungen vermischen, die in frühere Zeiten und seelische Tiefen reichen. In Bamberg wird er von seinem Schüler W besucht. W ist unter anderem eine Fiktion des jungen Hans Wollschläger, der 1982 als fiktiver Herausgeber H.W. die Notizen Adams’ als Fragmentarische Biographik in unzufälligen Makulaturblättern veröffentlicht. Im Vorwort des Herausgebers H.W. aus dem Jahr 1982 werden Lesehinweise erteilt: unter anderem derjenige, dass die hier erstmals veröffentlichten Aufzeichnungen Adams’ sich zu dessen bereits publizierten Schriften wie ein „unsichtbare[r] Grundtext“ verhielten. Schließlich wird der Leser auf den zunehmenden Zerfall des „Ichs“ der Aufzeichnungen vorbereitet, indem von den „Selbstzeugnissen eines Lebens, das zuletzt der Obsorge der Psychiatrie überlassen werden mußte“, die Rede ist.
Wollschlägers Interpretationen der Werke seiner Lieblingsautoren erweisen sich als hilfreiche Schlüssel bei dem Versuch, die Inhalte der äußerst facettenreichen Herzgewächse mit ihrer Auffächerung des Ichs in verschiedene Personen, den unterschiedlichen zeitlichen Ebenen und den ins Auge fallenden Unterschieden der Schriftgrößen und -stile zu analysieren.
Den Unterschied zwischen „Der Fall Adams“ (1961) und „Herzgewächse“ (1982) hat die Wollschläger-Vertraute Gabriele Gordon folgendermaßen zusammengefasst: „Die Erstveröffentlichung der ›Herzgewächse‹ von 1982 beruhte auf einer Fassung, die von der Urversion keinen Stein mehr auf dem anderen ließ.“ „Das 1981/82 komplett überarbeitete Manuskript hat mit dem alten nur noch wenig zu tun, weil die damalige Mahler-Beschäftigung durch die May-Beschäftigung überlagert wurde, die erst nach 1962 intensiver gewordenen Psychoanalyse-Kenntnisse in die Neubearbeitung einflossen und die Galland-Figur, damals als Porträt des Karl-May-Verlag-Verlegers Roland Schmid angelegt, überzeitlich wurde und das leitmotivische Herzgewächse-Gedicht an Bedeutung etwas verlor. Man muss den veröffentlichten Text (nebst der Überarbeitung ›Enuma Elisch‹) als neues, Fragment gebliebenes, Werk betrachten und das vorhandene komplette von 1961 als eigenständige Vorstufe“.
Anlässlich Hans Wollschlägers 90. Geburtstag hat der Wallstein Verlag für Anfang Oktober 2025 die Veröffentlichung der Urfassung von Wollschlägers Roman „Der Fall Adams“ angekündigt, die im Unterschied zu der 1982 nur zur Hälfte erschienenen Neubearbeitung ein vom Autor vollständig beendetes Werk ist.

#### „Tiere sehen dich an“ oder das Potential Mengele
1987 veröffentlichte Wollschläger in Uwe Nettelbecks Zeitschrift Die Republik den Essay „Tiere sehen dich an“ oder das Potential Mengele, in dem er den Umgang mit Nutz- und Versuchstieren aufzeigte und stark kritisierte. Auslöser hierfür war seine Besprechung des Buches Endzeit für Tiere von Gisela Bulla und Sina Walden. Der Essay zu vielfältigen Aspekten des Themas Tierschutz wurde zu einem Standardwerk der Tierrechtsbewegung.
Die mit Wollschläger befreundete Sina Walden betonte in ihrem Nachruf die besondere Bedeutung von Wollschlägers Werk für die Tierrechtsbewegung:

„Zu ergänzen ist leider, dass Hans Wollschläger als Autor (und darüber hinaus) nicht nur zu den ersten Parteigängern der neuen Tierrechtsbewegung gehörte, sondern auch – mit Ausnahme von Helmut Kaplan und Karlheinz Deschner – der einzige geblieben ist aus der Gilde der Schriftsteller und Dichter, der Berufsphilosophen und Berufsethiker, der Feuilletonisten, Kulturspezialisten und Alles-Besprecher. Sie haben seinen Paukenschlag 'Das Potential Mengele' mit der gleichen Indifferenz hingenommen wie sie die schaurigen Tatsachen selbst hinnehmen. Dass Hans Wollschläger in diesem festgemauerten Überbau speziesistischer Selbstgerechtigkeit keine größere Bresche schlagen konnte, auch das gehört zu seiner Tragik. […] Von seinem Humanismus, der die Anthropozentrik hinter sich gelassen hatte, ist kaum die Rede. Und so müssen wir das nachholen und ihn in die Ehrengalerie der großen Vordenker der Tierrechte stellen, nicht weit von Plutarch, Montaigne und Leonardo da Vinci.“

### Literarischer Übersetzer
Gemeinsam mit Arno Schmidt und anderen arbeitete Wollschläger an der Neuübersetzung der Gesammelten Werke von Edgar Allan Poe. Zuvor hatte er Robert Govers Kitten-Trilogie übersetzt, die in den Jahren nach 1965 auch in Deutschland Bestseller war. Später wurde er durch seine Übersetzungen der Kriminalromane von Raymond Chandler und Dashiell Hammett bekannt. Wollschlägers Ruhm als Übersetzer entstand mit seiner Übertragung des „Jahrhundertromans“ Ulysses von James Joyce, an der er bis 1976 mehrere Jahre lang arbeitete. Sie wurde damals vielfach gelobt und ausgezeichnet. Auch seine Übersetzung des Kapitels Anna Livia Plurabelle aus Joyce’ Finnegans Wake gilt als eine bedeutende schöpferische Nachdichtung.

### Herausgeber
In den letzten zwei Jahrzehnten seines Lebens war Wollschläger gemeinsam mit Hermann Wiedenroth Herausgeber der historisch-kritischen Ausgabe der Werke Karl Mays und gemeinsam mit Rudolf Kreutner der Gesammelten Werke Friedrich Rückerts (1788–1866). Im Rückert-Jahr 1988 erschien Wollschlägers Ausgabe von Rückerts Kindertodtenlieder. „Zum ersten Mal [wurde] die unverfälschte Lektüre dieser entstehungsgeschichtlich begrenzten, thematisch und lebensgeschichtlich geschlossenen dichterischen Leistung möglich.“

### Einfluss der Psychoanalyse
Die weltgeschichtliche Katastrophe des Zweiten Weltkriegs, den er als Kind erlebte, betrachtete Wollschläger nicht nur unter dem Gesichtspunkt der humanen Opfer und materiellen Schäden, sondern vor allem als „den bisher brutalsten Angriff auf die Zivilisation“. Um diese „einzigartige“ Epoche zu verstehen, las er schon während seiner Schulzeit unter anderem Heine, Schopenhauer, Nietzsche und vor allem den Autor, in dem diese Tradition in der Sicht Wollschlägers kulminierte: „Freud … vielleicht das grösste Geschenk des Weltgeistes an dieses barbarische Jahrhundert, das sich uns dadurch verstehbar machte.“

#### Sigmund Freud
Freud und die Psychoanalyse grundieren und durchsetzen Wollschlägers gesamtes Werk. Wenn er als Motto seines Magnum opus Herzgewächse den Satz, der über dem Eingang zur Platonischen Akademie stand, abwandelte in „Niemand, der sich nicht auf die Psychologie versteht, möge hier eintreten“, so meinte er die Psychoanalyse. Er versuchte in späteren Jahren selbst, psychoanalytische Techniken konventionell und in kleinen Gruppen mit dem Ziel der „nachholenden Ich-Entwicklung“ anzuwenden; doch primär schätzte er an Freud nicht den Psychiater oder Kliniker, sondern den Religionskritiker, der die Religion als „universelle Zwangsneurose“ diagnostizierte, und den Philosophen, der die „Bausteine einer künftigen Ethik der Vernunft“ bereitgestellt habe.

#### Wilhelm Reich
Eine weitere Passion hatte Wollschläger für den 1934 von Freud verstoßenen Psychoanalytiker Wilhelm Reich. Sie datiert aus den 1960er Jahren und bezieht sich ausdrücklich auf den späten Reich. In den 1970er Jahren experimentierte Wollschläger zusammen mit einem befreundeten Medizinstudenten mit Reichs Orgonakkumulator. 2005 trat er erstmals öffentlich für Reich und dessen Spätwerk ein, das zu Unrecht als „bloßes Kuriosum der Forschungsgeschichte“ angesehen werde. Doch obwohl Wollschläger „die Brisanz seiner [Reichs] Gedanken“ bewunderte, fand er nicht den Ort, „auf sie differenziert einzugehen“. So entging er dem Dilemma, sich zwischen Freud und Reich entscheiden zu müssen; denn während Reich Freuds Unbehagen in der Kultur als „überragenden Gipfel von Freuds wissenschaftlicher Altersphilosophie“ hochschätzte, urteilte er auch, ebendieses Buch habe Freud, ohne seinen Namen zu nennen, als Abwehrschrift gegen ihn verfasst. Wenige Jahre später erfolgte 1934 der von Freud veranlasste Ausschluss Reichs aus der Internationalen Psychoanalytischen Vereinigung. Wollschläger äußerte sich zu der Gegnerschaft zwischen Freud und Reich, die – Jahre vor dessen Wendung zur „Orgonomie“ – zu einer veritablen Verfemung Reichs führte, nicht.
Jörg Drews berichtet in seinem Nachruf auf Hans Wollschläger, dass dieser neben dem „große[n] Buch über Johann Sebastian Bach, für das er schon enorm viel Material gesammelt hatte“, auch eine „Monografie zu dem Psychoanalytiker Wilhelm Reich“ plante.

### Rezeption

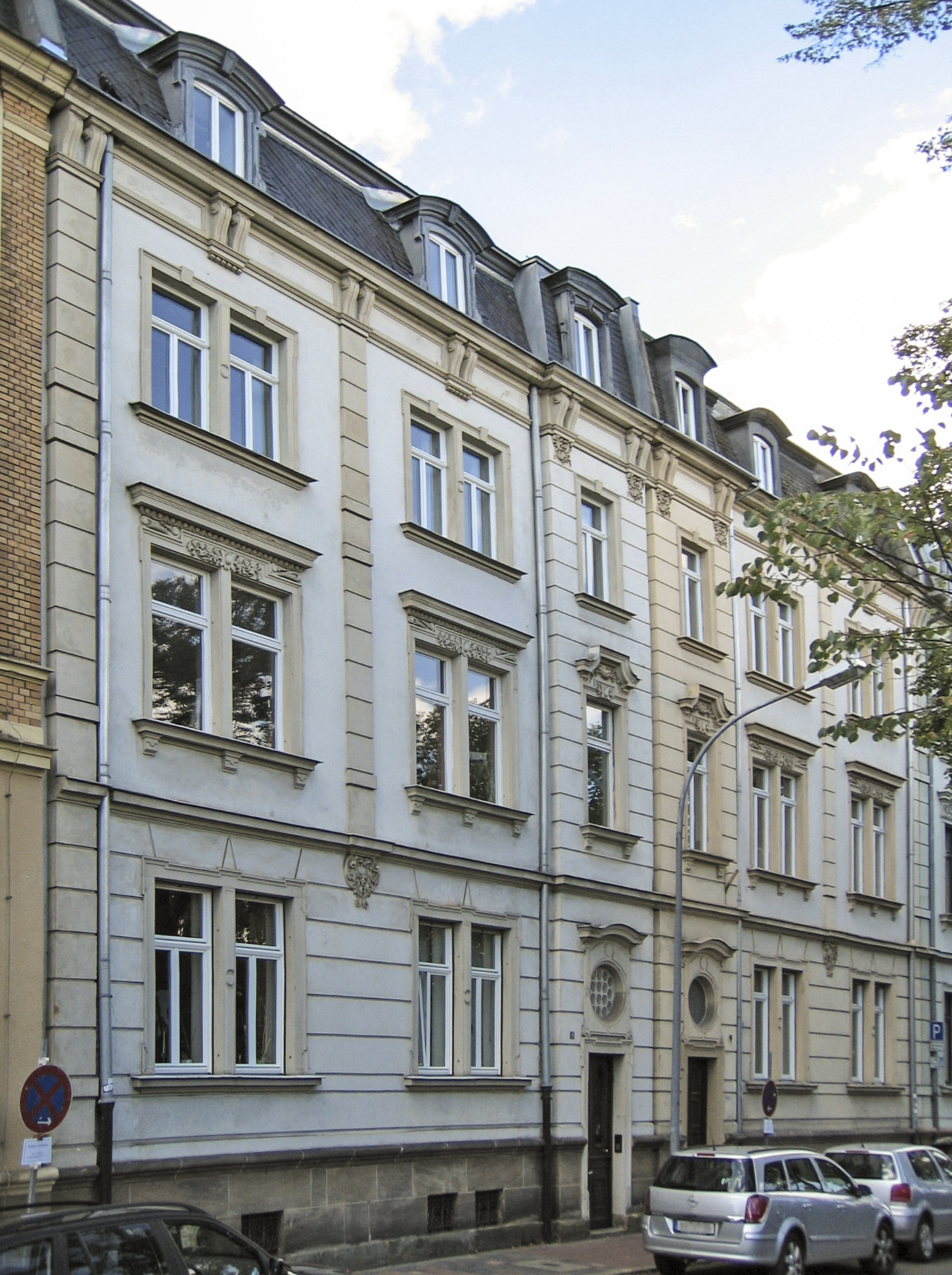
Bamberg, Heinrichsdamm 10: das Haus, in dessen Dachgeschoss der fiktive Herzgewächse-Protagonist Michael Adams aufgewachsen ist und wohin er 1950 als Schriftsteller zurückkehrt

Wollschlägers schriftstellerisches, übersetzerisches und kulturkritisches Schaffen war zu seinen Lebzeiten öffentlich anerkannt und gewürdigt, er erhielt zahlreiche Kultur- und Literaturpreise sowie die Ehrendoktorwürde der Universität Bamberg. Das „Erste Buch“ der Herzgewächse als die „literarische Sensation“ des Jahres 1982 wurde Thema mehrerer österreichischer und deutscher Diplomarbeiten und Dissertationen. Die Bekanntheit und Rezeption der Werke Wollschlägers nahm gegen Ende der 1990er Jahre allerdings deutlich ab.
Die Geschichte der Wollschläger-Rezeption ist für den Herzgewächse-Interpreten Andreas Weigel unter mehreren Aspekten bemerkenswert. Seines Erachtens „betraf die vehementeste Kritik weniger Wollschlägers geschriebenes als vielmehr sein ungeschriebenes Werk und die wachsende Ablehnung erfolgte weniger durch Worte als Taten. […..] [Z]ahlreiche Mitglieder [von Wollschlägers] Lesergemeinde [hätten] ihre „Herzgewächse“-Exemplare aus Enttäuschung über das Ausbleiben des zweiten Teils in die Antiquariate getragen.“ Bei vielen habe der nicht erfolgte Abschluss der Herzgewächse zum Desinteresse an Wollschlägers weiterem Schaffen geführt. Der fehlende Abschluss habe viel von dem Lob, das Wollschläger für das ‚Erste Buch’ erhalten habe, „zu Vorschusslorbeeren entwertet“, schließt Weigel im Hinblick auf seine zweibändige Herzgewächse-Monographie und bedauert, „dass Wollschläger die „Herzgewächse“, die sein literarisches Ansehen als Romanautor begründet haben und gesichert hätten, unvollendet ließ, um sich stattdessen der Edition der Werke Karl Mays und Friedrich Rückerts zu widmen.“
Wollschlägers Rolle als Übersetzer wurde im Laufe der Zeit differenziert eingeschätzt. Insbesondere Kritik an seiner Ulysses-Übersetzung wurde erst spät öffentlich. Doch schon vor der Veröffentlichung erhoben Mitglieder des Verlags Bedenken bezüglich Wollschlägers Kenntnissen des Alltagsenglischs und versuchten ihn von allzu freien – oder falschen – Übertragungen abzubringen, konnten sich aber oft nicht gegen den etablierten Publizisten durchsetzen.

### Begräbnis
Wollschläger war neben Karlheinz Deschner der bekannteste deutsche Kirchen- und Religionskritiker. Eine Auswahl seiner einschlägigen Schriften fasste er zu einem Buch mit dem Untertitel Reden gegen ein Monstrum zusammen. Seine historische Untersuchung über die Kreuzzüge, die er „bewaffnete Wallfahrten gen Jerusalem“ nannte, schloss er mit der Hoffnung, dass „einmal, vielleicht erst in ein paar hundert Jahren, die vernünftigen, human empfindlichen Völker der Welt sich gegen die Christliche Kirche zusammenschließen könnten, gegen die Institution und gegen die Lehre, die sie trägt …, und sie vor einen Internationalen Gerichtshof laden könnten und sie, aufgrund ihrer Geschichte, der so langen, entsetzlichen, menschheitsverderblichen, zu dem erklären könnten, was sie dann endgültig war: – zur Verbrecherischen Organisation …?“
Vor dem Hintergrund seiner kirchenkritischen Schriften, die ein entschiedenes Urteil über Gegenwart und Vergangenheit der christlichen Kirchen sprechen, überraschte die von Karlheinz Deschner überlieferte Nachricht, dass Wollschläger nach christlichem Ritus bestattet wurde, die meisten Wollschläger-Leser.

### Nachlass
Im Jahr 2011 wurde Wollschlägers Wunsch entsprechend nahezu sein vollständiges Archiv (nicht seine Bibliothek) der Staatsbibliothek Bamberg übereignet. Allein die Originalbriefe Arno Schmidts an Hans Wollschläger waren 2010 an die Arno-Schmidt-Stiftung in Bargfeld veräußert worden, die den lange angekündigten Briefwechsel zwischen Wollschläger und Arno sowie Alice Schmidt im Herbst 2018 veröffentlicht hat (Herausgeber Giesbert Damaschke). Da von Schmidts Briefen an Wollschläger Kopien vorliegen, befindet sich nahezu die gesamte Korrespondenz (Kopien von Schmidts sowie Durchschläge von Wollschlägers Briefen) auch im Wollschläger-Archiv der Staatsbibliothek Bamberg.
Wollschlägers musikalische Kompositionen – soweit erhalten – befinden sich gleichfalls im Nachlass, ferner das einzige bekannte Exemplar der 1961 verfassten, vollständigen ursprünglichen Version seines Romans Herzgewächse oder Der Fall Adams, die in den 1960er Jahren von Arno Schmidt mehreren bundesdeutschen Verlagen zur Veröffentlichung empfohlen wurde und als Abschluss von Wollschlägers Schriften in Einzelausgaben erscheinen soll.
Im März 2018 wurde bekannt, dass Gabriele Gordon als Erbin von Hans Wollschläger eine Bearbeitung von dessen Ulysses-Übersetzung im Suhrkamp Verlag verhinderte. An dem Text hatte eine Gruppe von Übersetzern und Literaturwissenschaftlern über zehn Jahre lang gearbeitet. Man einigte sich am Ende darauf, dass von dem bereits fertig gestellten Werk 200 Exemplare für wissenschaftliche Zwecke abgegeben werden durften. Darüber hinaus darf es aber nicht in den Handel gebracht werden.

## Preise und Auszeichnungen
- Förderpreis für Literatur des Landes Nordrhein-Westfalen (1968)
- Literaturpreis der Bayerischen Akademie der Schönen Künste (1976)
- Deutscher Jugendbuchpreis (für Übersetzungen) (1977)
- Arno-Schmidt-Preis (1982)
- Kulturpreis der Stadt Nürnberg (1982)
- Mitglied der Deutschen Akademie für Sprache und Dichtung (1983)
- Stipendium des Deutschen Literaturfonds (1986)
- Deutscher Sprachpreis (1988)
- E.-T.-A.-Hoffmann-Preis der Stadt Bamberg (1989)
- Ehrengabe der Deutschen Schillerstiftung Weimar (1995)
- Berganza-Preis des Kunstvereins Bamberg (1997)
- Verdienstkreuz am Bande der Bundesrepublik Deutschland (2000)
- Kulturpreis der Bayerischen Landesstiftung (2001)
- Friedrich-Rückert-Preis der Stadt Schweinfurt (2003)
- Friedrich-Baur-Preis für Literatur der Bayerischen Akademie der Schönen Künste (2005)
- August-Graf-von-Platen-Preis der Stadt Ansbach (2007, posthum)

## Schriften

### Eigene Werke
- Karl May. Grundriß eines gebrochenen Lebens. 1965, 1976, zuletzt Wallstein, Göttingen 2004, ISBN 978-3-89244-740-5.
- Die bewaffneten Wallfahrten gen Jerusalem. Geschichte der Kreuzzüge. 1970, 1973, 2003
- Die Gegenwart einer Illusion. Reden gegen ein Monstrum. 1978
- Herzgewächse oder Der Fall Adams. Fragmentarische Biographik in unzufälligen Makulaturblättern. Erstes Buch. 1982
- Die Insel und einige andere Metaphern für Arno Schmidt. In: Arno Schmidt Preis 1982 für Hans Wollschläger. 1982
- Von Sternen und Schnuppen. Bei Gelegenheit einiger Bücher. Rezensionen und Zensuren. 1984, 2006 (2006 erweitert zu zwei Bänden)
- In diesen geistfernen Zeiten. Konzertante Noten zur Lage der Dichter und Denker für deren Volk. 1986, 2021
- „Tiere sehen dich an“ oder das Potential Mengele. 1987, 1989, 1996, 2002
- Wiedersehen mit Dr. F. Beim Lesen in letzter Zeit. 1997
- Moments musicaux. Tage mit TWA; 2005

Seit 2002 entsteht im Wallstein Verlag Göttingen eine Werkreihe mit dem Titel Hans Wollschläger – Schriften in Einzelausgaben. Bisher sind erschienen:
- „Tiere sehen dich an“. Essays, Reden. Göttingen 2002, ISBN 3-89244-516-8.
- Die bewaffneten Wallfahrten gen Jerusalem. Geschichte der Kreuzzüge. Göttingen 2003. (2. erw. Aufl. Göttingen 2006, ISBN 3-89244-659-8)
- Karl May. Grundriß eines gebrochenen Lebens. Göttingen 2004, ISBN 3-89244-740-3.
- Von Sternen und Schnuppen I. Bei Gelegenheit einiger Bücher. Göttingen 2006, ISBN 3-89244-937-6.
- Von Sternen und Schnuppen II. Bei Gelegenheit einiger Bücher. Göttingen 2006, ISBN 3-8353-0100-4.
- Die Insel und einige andere Metaphern für Arno Schmidt. Göttingen 2008, ISBN 978-3-89244-299-8.
- Wie man wird, was man ist. Sinfonietta domestica für Kammerorchester. Göttingen 2009, ISBN 978-3-8353-0497-0.
- Der Andere Stoff. Fragmente zu Gustav Mahler. Herausgegeben von Gabriele Wolff und Monika Wollschläger. Göttingen 2010, ISBN 978-3-8353-0588-5.
- Herzgewächse oder Der Fall Adams. Fragmentarische Biographik in unzufälligen Makulaturblättern. Göttingen 2011, ISBN 978-3-8353-0958-6.
- Die Gegenwart einer Illusion. Reden gegen ein Monstrum. Herausgegeben von Monika Wollschläger. Göttingen 2012, ISBN 978-3-8353-1103-9.
- Annäherung an den Silbernen Löwen. Lesensarten zu Karl Mays Spätwerk. Herausgegeben von Gabriele Wolff und Monika Wollschläger. Göttingen 2016, ISBN 978-3-8353-1970-7.
- Der Gang zu jenen Höhn. Legenden zur Literatur. Herausgegeben von Thomas Körber. Göttingen 2020, ISBN 978-3-8353-3728-2.
- In diesen geistfernen Zeiten. Reden und Glossen zur Zeit. Herausgegeben von Thomas Körber. Göttingen 2021, ISBN 978-3-8353-3964-4.
- Briefe 1988-2007. Herausgegeben von Thomas Körber. Göttingen 2022, ISBN 978-3-8353-5222-3.

### Editionen
- Karl May: Historisch-kritische Ausgabe für die Karl-May-Gedächtnis-Stiftung. 1987 ff. Gemeinsam mit Hermann Wiedenroth.
- Friedrich Rückert: Kindertodtenlieder; Nördlingen 1988.
- Friedrich Rückert: Werke. Historisch-kritische Ausgabe (Schweinfurter Edition). Göttingen 1998 ff. Gemeinsam mit Rudolf Kreutner.

### Briefe und Briefwechsel
- Thomas Körber (Hrsg.): Hans Wollschläger. Briefe 1988-2007. Wallstein, Göttingen 2022, ISBN 978-3-8353-5222-3.
- Rüdiger Schütt: “Dass Sie mir unverlierbar gegenwärtig sein werden, solange ich lebe…” Hans Wollschlägers Briefwechsel mit Kurt Hiller 1965 bis 1972. In: Schriften der Kurt Hiller Gesellschaft. Band 3. Hrsg. von Harald Lützenkirchen. Fürth 2007, S. 224–261. Auch als: Rüdiger Schütt: „Ich stimme fest jedem ihrer Sätze zu.“ Kurt Hillers Briefwechsel mit Hans Wollschläger. In: Auskunft. Zeitschrift für Bibliothek, Archiv und Information in Norddeutschland. 28, H. 4, 2008, S. 393–441.
- Arno Schmidt, Hans Wollschläger: Bargfelder Ausgabe. Briefe von und an Arno Schmidt. Band 4: Der Briefwechsel mit Hans Wollschläger. Suhrkamp, Berlin 2018, ISBN 978-3-518-80240-3.
- Ein Großteil des Briefwechsels befindet sich (auch) in privater Hand in der Schweiz. Wollschläger wollte – auf ein Diktum Arno Schmidts zurückgreifend –, dass seine Briefe, die er für einen essentiellen Teil seines Werks hielt, in mehreren Ländern gelagert werden.

## Tonträger
- Hans Wollschläger liest Ulysses. Kassette mit dem Mitschnitt einer Lesung in der Univ. Mainz. Mit Textheft; Frankfurt am Main.: Suhrkamp 1982
- Hans Wollschläger: Lesung aus „Herzgewächse oder der Fall Adams“. Sammlung „Hosers Buchhandlung“: Tonband 61 vom 29. September 1983 (Deutsches Literaturarchiv Marbach).
- Hans Wollschläger liest „Wir in effigie“ aus Herzgewächse. Mitschnitt einer Lesung in der Universität Freiburg. Einführung von U. Pörksen; Staufen/Br.: Aurophon, 1984
- Hans Wollschläger liest Karl Kraus. Text und Kassette; Frankfurt am Main.: Suhrkamp, 1988.
- Hans Wollschläger liest: Rückerts ist der Orient, Rückerts ist der Okzident … Ein Jahrtausend persischer und arabischer Dichtung in Übersetzungen von Friedrich Rückert (1788–1866); Bamberg: Cavalli Records, 2005

### Selbständige Buchpublikationen
- Andreas Weigel: „ruckworts gegen den Strom der Zeilen“. Lesenotizen zu Hans Wollschlägers „Herzgewächse oder Der Fall Adams“. (Band 1:[49] Frankfurt am Main 1992, ISBN 3-924147-11-6. Band 2:[50] Wiesenbach 1994, ISBN 3-924147-18-3)
- Rudi Schweikert (Hrsg.): Hans Wollschläger. Eggingen 1995, ISBN 3-86142-060-0.
- Guido Graf: Über den Briefwechsel zwischen Arno Schmidt und Hans Wollschläger. Wiesenbach 1997, ISBN 3-924147-40-X.
- Wulf Segebrecht (Hrsg.): Auskünfte von und über Hans Wollschläger. Bamberg 2002, ISBN 3-935167-06-7.
- Anderrede vom Weltgebäude herab. Hans Wollschläger zum Gedächtnis. Göttingen 2007, ISBN 978-3-8353-0232-7.
- Claudia Lercher: Hey, Jack! Wo steckst du?: Der Über=Maler Hans Wollschläger und seine Übersetzungskonzeption. Innsbruck 2013, ISBN 978-3-7065-5219-6.

### Buchbeiträge
- Martin Huber: Polyphonie des Schreibens. Zur Funktion der Musik in Hans Wollschlägers 'Herzgewächse oder der Fall Adams. In: Jahrbuch der Deutschen Schiller-Gesellschaft. 39, 1995, S. 371–387.
- Thomas Körber: Nietzsches ewige Wiederkehr bei Hans Wollschläger. In: Thomas Körber: Nietzsche nach 1945. Zu Werk und Biographie Friedrich Nietzsches in der deutschsprachigen Nachkriegsliteratur. Würzburg 2006, ISBN 3-8260-3220-9, S. 138–145.
- Richard Wall: Here Comes Everybody. Zu Gast bei Hans Wollschläger. In: Richard Wall: Kleines Gepäck. Unterwegs in einem anderen Europa. Kitab Verlag, Klagenfurt 2013, ISBN 978-3-902878-06-9, S. 253–259.
- Michael Maar: Hans im Pech. Der Fall Wollschläger. In: Michael Maar: Die Schlange im Wolfspelz. Das Geheimnis großer Literatur. Rowohlt, Hamburg 2020, ISBN 978-3-498-00140-7, S. 383–385.

### Zeitschriften- und Lexikabeiträge
- Thomas Diecks: Wollschläger, Hans. In: Neue Deutsche Biographie (NDB). Band 28, Duncker & Humblot, Berlin 2024, ISBN 978-3-428-18883-3, S. 490 f. (noch nicht online verfügbar).
- Andreas Weigel: Seinem Schüler abhanden gekommen. Hans Wollschlägers Erkundungen zu Arno Schmidts wortloser Zurückweisung. Zum Briefwechsel zwischen Alice Schmidt und Hans Wollschläger (Januar 1975 – Juli 1983). In: Bargfelder Bote. Lfg. 401–403, August 2016, S. 3–35.
- Andreas Weigel: Wechselhafte Ab-und-Zu-Wendungen. Arno Schmidts Goethepreisrede in Hans Wollschlägers Briefwechsel mit Alice Schmidt. In: Bargfelder Bote. Lfg. 400, Mai 2016, ISBN 978-3-921402-50-4, S. 32–35.
- Maria Eger: Hans Wollschläger – Essay (Stand: 1. Oktober 2007). In: Kritisches Lexikon zur deutschsprachigen Gegenwartsliteratur. edition text + kritik, München 2007.

### Audio-Porträt
- Christoph Vormweg: Geburtstagsporträt Hans Wollschläger. NDR: ZeitZeichen. 17. März 2010, 20:30 Uhr.

## Texte von Hans Wollschläger im Internet
- Arbeiten zu Karl May online bei der Karl-May-Gesellschaft
- Leitfaden a priori Karlheinz Deschners Kriminalgeschichte des Christentum (pdf, 30 kB)
- Vom Schatten über Allem; Rede vom 7. November 2001 anlässlich der Verleihung des Kulturpreises der Bayerischen Landesstiftung (PDF, 89 KB – Das Dokument enthält offensichtlich nur den Anfang der Dankesrede)